# Iran op de Olympische Zomerspelen 1976
Iran nam deel aan de Olympische Zomerspelen 1976 in Montréal, Canada. In vergelijking met de vorige editie werd een zilveren medaille minder gewonnen. Bij de volgende twee edities (in Moskou en Los Angeles) zou Iran ontbreken.

## Medailleoverzicht
| Sport         | Olympiër         | Onderdeel             | Medaille |
| ------------- | ---------------- | --------------------- | -------- |
| Worstelen     | Mansour Barzegar | -74kg vrije stijl (m) | Zilver   |
| Gewichtheffen | Mohammad Nassiri | -52kg (m)             | Brons    |

## Deelnemers en resultaten
(m) = mannen, (v) = vrouwen 

### Atletiek
| Olympiër        | Discipline       | Resultaat | Prestatie                            |
| --------------- | ---------------- | --------- | ------------------------------------ |
| Ayoub Bodaghi   | 100m (m)         | 62e       | serie 3: 7de in 11,39                |
| Ayoub Bodaghi   | 200m (m)         | 39e       | serie 7: 6de in 22,47                |
| Hossein Rabbi   | 5000m (m)        | 33e       | serie 1: 10de in 14.47,12            |
| Hossein Rabbi   | 10000m (m)       | 35e       | serie 3: 13de in 31.44,27            |
| Teymour Ghiassi | hoogspringen (m) | 22e       | kwalificatie groep A: 16de met 2,10m |
| Salman Hesam    | discuswerpen (m) | 28e       | kwalificatie: 28ste met 52,40m       |

### Boksen
| Olympiër          | Discipline | Resultaat | Prestatie |
| ----------------- | ---------- | --------- | --- |
| Saeid Bashiri     | -48kg (m)  | 17e       | 1ste ronde: V van HUN Gedó: knock-out                                                                                    |
| Behzad Ghaedi     | -57kg (m)  | 9e        | 1ste ronde: vrij 2de ronde: W van ZAM Sichula: walk-over 3de ronde: V van DDR Nowakowski: scheidsrechterlijke beslissing |
| Parviz Bahmani    | -60kg (m)  | 9e        | 1ste ronde: vrij 2de ronde: W van LBA Elagely: walk-over 3de ronde: V van BUL Tzvetkov: 0-5                              |
| Ali Bahri-Khomami | -67kg (m)  | 33e       | 1ste ronde: V van DDR Bachfeld: scheidsrechterlijke beslissing                                                           |
| Parviz Bahmani    | -71kg (m)  | 9e        | 1ste ronde: W van AUT Dorfer: 4-1 2de ronde: V van YUG Kacar: 0-5                                                        |
| Parviz Badpa      | +81kg (m)  | 9e        | 1ste ronde: vrij 2de ronde: V van BER Hill: knock-out                                                                    |

### Gewichtheffen
| Olympiër             | Discipline | Resultaat | Prestatie |
| -------------------- | ---------- | --------- | --------- |
| Mohammad Nassiri     | -52kg (m)  | Brons     | 235kg     |
| Fazlollah Dehkhoda   | -56kg (m)  | 8e        | 240kg     |
| Feyzollah Nasseri    | -56kg (m)  | 10e       | 232,5kg   |
| Davoud Maleki        | -60kg (m)  | 6e        | 260kg     |
| Mehdi Attar Ashrafi  | -75kg (m)  | 13e       | 295kg     |
| Houshang Kargarnejad | -110kg (m) | 17e       | 322,5kg   |
| Ali Vali             | -110kg (m) | DNF       |           |

### Schermen
| Olympiër                                                                  | Discipline      | Resultaat | Prestatie                                                                              |
| ------------------------------------------------------------------------- | --------------- | --------- | -------------------------------------------------------------------------------------- |
| Sarkis Assadourian                                                        | degen (m)       | 32e       | 1ste ronde groep H: 3de met 3 overwinningen 2de ronde groep A: 6de met 0 overwinningen |
| Iraj Dastgerdi                                                            | degen (m)       | 49e       | 1ste ronde groep I: 5de met 2 overwinningen                                            |
| Esfandiar Zarnegar                                                        | degen (m)       | 58e       | 1ste ronde groep G: 5de met 0 overwinningen                                            |
| Sarkis Assadourian Iraj Dastgerdi Ali Asghar Pashapour Esfandiar Zarnegar | degen team (m)  | 11e       | 1ste ronde groep C: 3de met 2 overwinningen                                            |
| Ahmad Akbari                                                              | floret (m)      | 38e       | 1ste ronde groep H: 5de met 2 overwinningen                                            |
| Hossein Niknam                                                            | floret (m)      | 33e       | 1ste ronde groep G: 4de met 2 overwinningen 2de ronde groep A: 6de met 1 overwinning   |
| Ali Asghar Pashapour                                                      | floret (m)      | 38e       | 1ste ronde groep I: 5de met 2 overwinningen                                            |
| Ali Asghar Pashapour Sarkis Assadourian Hossein Niknam Ahmad Akbari       | floret team (m) | 9e        | 1ste ronde groep D: 3de met 1 overwinning                                              |
| Ahmad Eskandarpour                                                        | sabel (m)       | 37e       | 1ste ronde groep B: 5de met 1 overwinning                                              |
| Abdolhamid Fathi                                                          | sabel (m)       | 43e       | 1ste ronde groep A: 5de met 0 overwinningen                                            |
| Esmaeil Pashapourr                                                        | sabel (m)       | 34e       | 1ste ronde groep F: 4de met 1 overwinning 2de ronde groep D: 6de met 0 overwinningen   |
| Abdolhamid Fathi Ahmad Eskandarpour Ahmad Akbari Esmaeil Pashapour        | sabel team (m)  | 9e        | 1ste ronde groep D: 4de met 0 overwinningen                                            |
|                                                                           |                 |           |                                                                                        |
| Jila Almasi                                                               | floret (v)      | 37e       | 1ste ronde groep I: 5de met 2 overwinningen                                            |
| Giti Mohebban                                                             | floret (v)      | 42e       | 1ste ronde groep G: 6de met 1 overwinning                                              |
| Mahvash Shafaei                                                           | floret (v)      | 45e       | 1ste ronde groep H: 6de met 0 overwinningen                                            |
| Giti Mohebban Jila Almasi Mahvash Shafaei Maryam Achak                    | floret team (v) | 9e        | 1ste ronde groep D: 4de met 0 overwinningen                                            |

### Schietsport
| Olympiër             | Discipline | Resultaat | Prestatie  |
| -------------------- | ---------- | --------- | ---------- |
| Esfandiar Lari       | skeet (m)  | 54e       | 179 punten |
| Kamil Jafari Tabrizi | skeet (m)  | 62e       | 170 punten |
| Mohammad Ali Alijani | trap (m)   | 41e       | 150 punten |
| Houshang Ghazvini    | trap (m)   | 44e       | 71 punten  |

### Voetbal
| Olympiër | Discipline | Resultaat | Prestatie                                                                         |
| --- | ---------- | --------- | --------------------------------------------------------------------------------- |
| Mansour Rashidi Hassan Nazari Andranik Eskandarian Bijan Zolfagharnasab Parviz Ghelichkhani Ebrahim Ghasempour Ali Parvin Nasrollah Abdollahi Nasser Nouraei Hassan Rowshan Alireza Khorshidi Hassan Nayebagha Gholam Hossein Mazloumi Sahamoddin Mirfakhraei Ghafour Jahani Alireza Azizi Nasser Hejazi | mannen     | 5e        | groep C: 2de W van Cuba: 1-0 V van Polen: 2-3 kwartfinale: V van Sovjet-Unie: 1-2 |

| Groep C |       |             |             |             |             |            |            |            |        |
| #       | Land  | Wedstrijden | Wedstrijden | Wedstrijden | Wedstrijden | Doelpunten | Doelpunten | Doelpunten | Punten |
| #       | Land  | G           | W           | G           | V           | V          | T          | Saldo      | Punten |
| 1       | Polen | 2           | 1           | 1           | 0           | 3          | 2          | +1         | 3      |
| 2       | Iran  | 2           | 1           | 0           | 1           | 3          | 3          | 0          | 2      |
| 3       | Cuba  | 2           | 0           | 1           | 1           | 0          | 1          | −1         | 1      |

| Ronde       | Datum      | Plaats      | Land | Score | Land |
| ----------- | ---------- | ----------- | ---- | ----- | ---- |
| Groepsfase  |            |             |      |       |      |
| 20 juli     | Ottawa     | Iran        | 1-0  | Cuba  |      |
| 22 juli     | Montréal   | Polen       | 3-2  | Iran  |      |
| Kwartfinale |            |             |      |       |      |
| 25 juli     | Sherbrooke | Sovjet-Unie | 2-1  | Iran  |      |

### Waterpolo
| Olympiër | Discipline | Resultaat | Prestatie |
| --- | ---------- | --------- | --- |
| Firouz Abdolmohammadian Jahangir Tavakkoli Heidar Shondjani Ahmad Peidayesh Dariush Movahedi Bahram Tavakkoli Gholamreza Firouzpour Mohammad Parchami Hossein Nasim-Nasseri Abdolreza Majdpour Ahmad Yaghouti | mannen     | 12e       | groep A: 4de V van Joegoslavië: 0-15 V van Italië: 1-12 V van Cuba: 3-12 7-12de plek: 1ste V van Sovjet-Unie: 0-16 V van Canada: 1-8 V van Mexico: 3-11 V van Cuba: 2-10 V van Australië: 2-8 |

| Groep A |             |             |             |             |             |        |        |        |        |
| #       | Land        | Wedstrijden | Wedstrijden | Wedstrijden | Wedstrijden | Punten | Punten | Punten | Punten |
| #       | Land        | G           | W           | G           | V           | V      | T      | Saldo  | Punten |
| 1       | Italië      | 3           | 2           | 1           | 0           | 26     | 13     | +13    | 5      |
| 2       | Joegoslavië | 3           | 1           | 2           | 1           | 25     | 10     | +15    | 4      |
| 3       | Cuba        | 3           | 1           | 1           | 1           | 22     | 15     | +7     | 3      |
| 4       | Iran        | 3           | 0           | 0           | 3           | 4      | 19     | −35    | 0      |

| Ronde      | Datum    | Plaats      | Land | Score | Land |
| ---------- | -------- | ----------- | ---- | ----- | ---- |
| Groepsfase |          |             |      |       |      |
| 18 juli    | Montréal | Italië      | 12-1 | Iran  |      |
| 19 juli    | Montréal | Joegoslavië | 15-0 | Iran  |      |
| 20 juli    | Montréal | Cuba        | 12-3 | Iran  |      |

| Groep 7-12de plaats |             |             |             |             |             |        |        |        |        |
| #                   | Land        | Wedstrijden | Wedstrijden | Wedstrijden | Wedstrijden | Punten | Punten | Punten | Punten |
| #                   | Land        | G           | W           | G           | V           | V      | T      | Saldo  | Punten |
| 1                   | Cuba        | 5           | 4           | 1           | 0           | 34     | 14     | +20    | 9      |
| 2                   | Sovjet-Unie | 5           | 3           | 1           | 1           | 33     | 16     | +17    | 7      |
| 3                   | Canada      | 5           | 2           | 2           | 1           | 27     | 21     | +6     | 6      |
| 4                   | Mexico      | 5           | 1           | 3           | 1           | 26     | 19     | +7     | 5      |
| 5                   | Australië   | 5           | 1           | 1           | 3           | 20     | 25     | −5     | 3      |
| 6                   | Iran        | 5           | 0           | 0           | 5           | 8      | 53     | −45    | 0      |

| Ronde      | Datum    | Plaats      | Land | Score | Land |
| ---------- | -------- | ----------- | ---- | ----- | ---- |
| Groepsfase |          |             |      |       |      |
| 22 juli    | Montréal | Mexico      | 11-3 | Iran  |      |
| 23 juli    | Montréal | Australië   | 8-2  | Iran  |      |
| 24 juli    | Montréal | Canada      | 8-1  | Iran  |      |
| 26 juli    | Montréal | Cuba        | 10-2 | Iran  |      |
| 27 juli    | Montréal | Sovjet-Unie | 16-0 | Iran  |      |

### Wielrennen
| Olympiër                                                                | Discipline                    | Resultaat | Prestatie               |
| Baan                                                                    | Baan                          | Baan      | Baan                    |
| ----------------------------------------------------------------------- | ----------------------------- | --------- | ----------------------- |
| Masoud Mobarakizadeh                                                    | tijdrit (m)                   | 25e       | 1.14,169                |
| Gholam Hossein Kouhi                                                    | individuele achtervolging (m) | 27e       | kwalificatie: gedubbeld |
| Weg                                                                     |                               |           |                         |
| Mohammad Ali Agha-Cheloi                                                | wegwedstrijd (m)              | DNF       | niet gefinisht          |
| Hassan Arianfar                                                         | wegwedstrijd (m)              | DNF       | niet gefinisht          |
| Mahmoud Delshad Shakouri                                                | wegwedstrijd (m)              | DNF       | niet gefinisht          |
| Asghar Khodayari                                                        | wegwedstrijd (m)              | DNF       | niet gefinisht          |
| Hassan Arianfar Gholam Hossein Kouhi Khosrow Haghgosha Asghar Khodayari | ploegentijdrit (m)            | 24e       | 2:28.25                 |

### Worstelen
| Olympiër                    | Discipline  | Resultaat   | Prestatie |
| Vrije stijl                 | Vrije stijl | Vrije stijl | Vrije stijl |
| --------------------------- | ----------- | ----------- | --- |
| Sobhan Rouhi                | -48kg (m)   | 9e          | 1ste ronde: W van MEX Frias 2de ronde: V van BUL Isaev 3de ronde: W van PRK Li: 14-13 4de ronde: V van KOR Kim |
| Habib Fattahi               | -52kg (m)   | 10e         | 1ste ronde: V van KOR Jeon 2de ronde: W van ITA Bognanni: 24-2 3de ronde: V van HUN Gál |
| Sobhan Rouhi                | -57kg (m)   | 5e          | 1ste ronde: W van CAN Barry: 23-5 2de ronde: W van ROU Anghel: 18-15 3de ronde: W van KOR Jung: 24-9 4de ronde: W van GRE Hatziioannidis: 26-8 5de ronde: V van BUL Dukov: 8-12 6de ronde: V van DDR Brüchert                                                               |
| Mohsen Farahvashi           | -62kg (m)   | 4e          | 1ste ronde: V van TUR Akdağ: 6-8 2de ronde: W van JPN Maekawa: 4-4 3de ronde: W van CAN Beiler: 9-5 4de ronde: vrij 5de ronde: W van USA Davis: 18-12 6de ronde: V van MGL Oidov: gediskwalificeerd                                                                         |
| Mohammad Reza Navaei        | -68kg (m)   | 5e          | 1ste ronde: W van FRG Weisenberger: 19-7 2de ronde: V van USA Keaser 3de ronde: W van ARG Fiszman 4de ronde: V van JPN Sugawara: 1-16 |
| Mansour Barzegar            | -74kg (m)   | Zilver      | 1ste ronde: W van URS Asjoeralijev: 4-4 2de ronde: W van BUL Pavlov: 11-5 3de ronde: W van ITA Spagnoli: gediskwalificeerd 4de ronde: W van FIN Övermark: gediskwalificeerd 5de ronde: W van DDR Hempel: 23-8 6de ronde: W van USA Dziedzic: 11-8 7de ronde: V van JPN Date |
| Mohammad Hassan Mohebbi     | -82kg (m)   | 13e         | 1ste ronde: V van HUN Kovács: gediskwalificeerd 2de ronde: V van POL Mazur |
| Alireza Soleimani           | -90kg (m)   | 12e         | 1ste ronde: V van JPN Yatsu 2de ronde: W van FRA Grangier: 21-7 3de ronde: V van CUB Morgan |
| Reza Soukhteh Saraei        | -100kg (m)  | 9e          | 1ste ronde: V van JPN Shimizu: 6-8 2de ronde: W van FRG Stratz: 10-4 3de ronde: V van USA Hellickson |
| Eskandar Filabi             | +100kg (m)  | 7e          | 1ste ronde: vrij 2de ronde: V van HUN Balla 3de ronde: W van MGL Adiyatömör 4de ronde: V van ROU Şimon |
| Vrije stijl                 |             |             | |
| Khalil Rashid-Mohammadzadeh | -48kg (m)   | 8e          | 1ste ronde: W van ITA Quiestelli 2de ronde: V van JPN Moriwaki 3de ronde: V van BUL Angelov |
| Morad-Ali Shirani           | -52kg (m)   | 6e          | 1ste ronde: vrij 2de ronde: V van HUN Lajos RáczRácz: 6-9 3de ronde: W van JPN Hirayama: 15-12 4de ronde: V van FRG Krauss: 10-16 |
| Gholamreza Ghassab          | -62kg (m)   | 9e          | 1ste ronde: V van HUN Réczi 2de ronde: W van ITA Giuffrida: 27-14 3de ronde: V van JPN Miyahara |
| Jafar Alizadeh              | -68kg (m)   | 14e         | 1ste ronde: W van SEN Mané 2de ronde: V van SWE Skiöld: 8-22 3de ronde: V van URS Nalbandyan |
| Houshang Montazeralzohou    | -82kg (m)   | 13e         | 1ste ronde: V van YUG Petković: gediskwalificeerd 2de ronde: V van JPN Takanishi |
| Hashem Kolahi               | -90kg (m)   | 9e          | 1ste ronde: V van SWE Andersson: 9-25 2de ronde: vrij 3de ronde: V van POL Kwieciński |
| Bahram Moshtaghi            | -100kg (m)  | 13e         | 1ste ronde: V van POL Skrzylewski 2de ronde: V van USA Rheingans |

Amerikaanse Maagdeneilanden · Andorra · Antigua en Barbuda · Argentinië · Australië · Bahama's · Barbados · België · Belize · Bermuda · Bolivia · Bondsrepubliek Duitsland · Brazilië · Bulgarije · Canada · Chili · Colombia · Costa Rica · Cuba · Denemarken · Dominicaanse Republiek · Duitse Democratische Republiek · Ecuador · Egypte · Fiji · Filipijnen · Finland · Frankrijk · Griekenland · Groot-Brittannië · Guatemala · Haïti · Honduras · Hongarije · Hongkong · Ierland · IJsland · India · Indonesië · Iran · Israël · Italië · Ivoorkust · Jamaica · Japan · Joegoslavië · Kaaimaneilanden · Kameroen · Koeweit · Libanon · Liechtenstein · Luxemburg · Maleisië · Marokko · Mexico · Monaco · Mongolië · Nederland · Nederlandse Antillen · Nepal · Nicaragua · Nieuw-Zeeland · Noord-Korea · Noorwegen · Oostenrijk · Pakistan · Panama · Papoea-Nieuw-Guinea · Paraguay · Peru · Polen · Portugal · Puerto Rico · Roemenië · San Marino · Saoedi-Arabië · Senegal · Singapore · Sovjet-Unie · Spanje · Suriname · Thailand · Trinidad en Tobago · Tsjecho-Slowakije · Tunesië · Turkije · Uruguay · Venezuela · Verenigde Staten · Zuid-Korea · Zweden · Zwitserland